# Jabłonna (Rakoniewice)

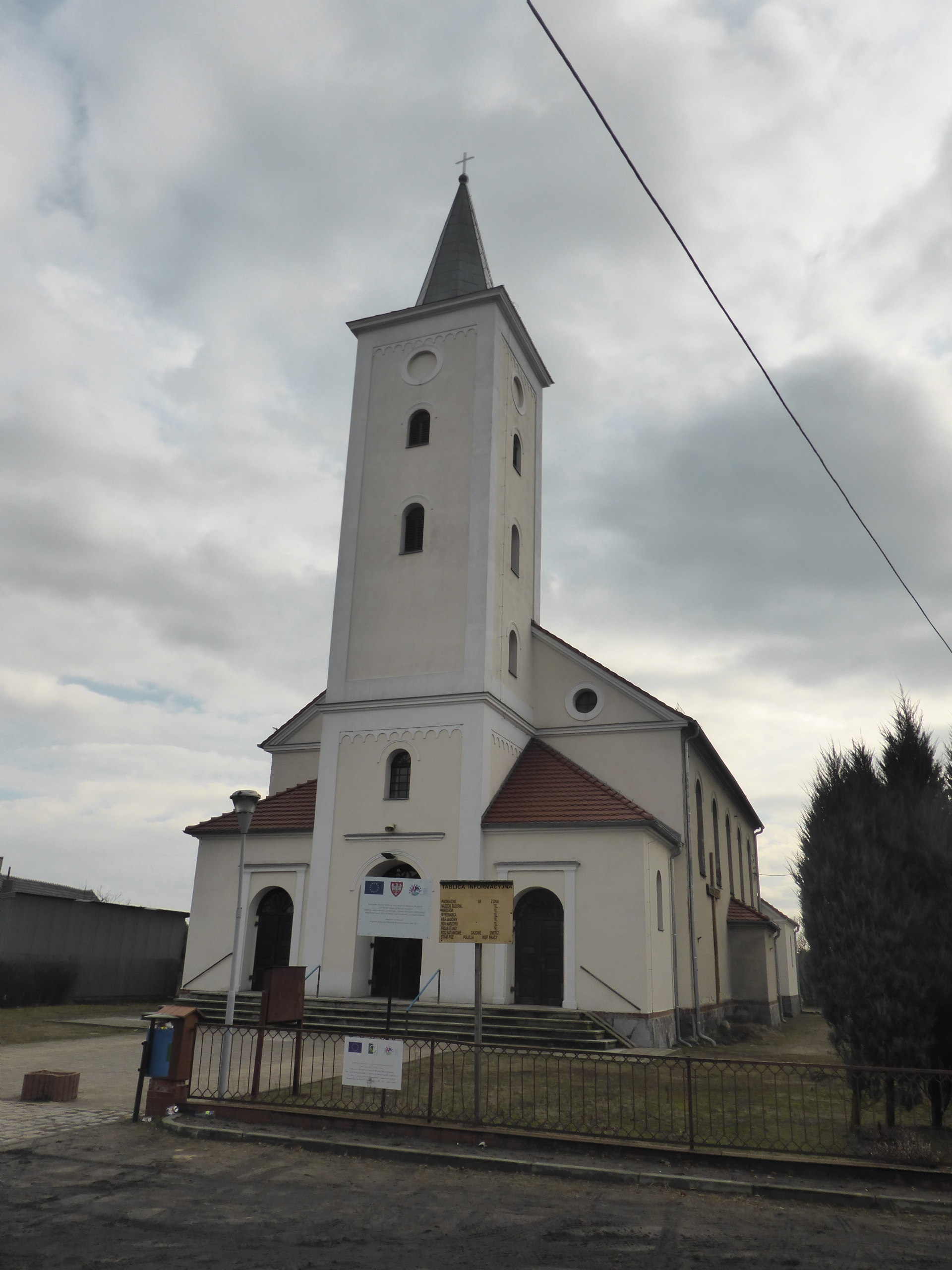
Herz-Jesu-Kirche in Jabłonna

Jabłonna ist ein Dorf in der Woiwodschaft Großpolen, im Powiat Grodziski, in der Gemeinde Rakoniewice. Der Ort liegt 11 Kilometer westlich von Grodzisk Wielkopolski und 52 Kilometer südwestlich von Posen. Sehenswert in Jabłonna ist die ehemalige evangelische Herz-Jesu-Kirche. Im östlichen Teil des Dorfes befindet sich die 1725 erbaute St.-Michael-Kirche.